# Отцвели хризантемы
«Отцвели́ хризанте́мы» — популярный романс композитора Николая Ивановича Хари́то, созданный в 1910 году.

## История романса
Это первый романс композитора, в разное время он также известен под названиями «Хризантемы», «Отцвели уж давно» и по полной строке текста «Отцвели уж давно хризантемы в саду».
Николай Харито объявил, что посвятил его Василию Дмитриевичу Шумскому, исполнителю.
В нотных изданиях В. Шумский указан автором стихотворения.

## Исполнение песни
- Романс «Отцвели хризантемы» на YouTube в исполнении: М. А. Эмской, Валерии (Архивная копия от 12 октября 2020 на Wayback Machine), Валентины Пономаревой (Архивная копия от 13 февраля 2020 на Wayback Machine), Жанны Бичевской (Архивная копия от 10 августа 2021 на Wayback Machine), Nataly Абрикосовой, Эдуарда Хиля (Архивная копия от 17 октября 2020 на Wayback Machine), Витаса, Олега Погудина (Архивная копия от 17 февраля 2023 на Wayback Machine).
- Исполнение в фильме «Жизнь Клима Самгина» (многосерийный телевизионный художественный фильм, режиссёр В. Титов, 1987).
- Исполнение в фильме «Двенадцать стульев» («Мосфильм», режиссёр Л. Гайдай, 1971).